# Hermann Falch
Hermann Falch (* 1859; † 1941) war ein deutscher Architekt.

## Leben
Hermann Falch lebte und arbeitete in Esslingen am Neckar. Viele seiner erhaltenen Bauten stehen heute unter Denkmalschutz.

## Erhaltene Bauten und Umbauten
- Wohn-, Verwaltungs- und Fabrikkomplex Kollwitzstraße 1 / Martinstraße 35 in Esslingen (1889)
- Wohnhaus Martinstraße 20 in Esslingen (1890)
- Wohnhaus Mühlstraße 12 in Esslingen (1890/1891)
- Wohnhaus Kollwitzstraße 9 in Esslingen (1891)
- Wettersäule in Esslingen (1895)
- Wohnhaus Wehrneckarstraße 5 in Esslingen (1895)
- Gaststätte Adler in Oberesslingen, Schorndorfer Straße 34 (1896)[2]
- Fabrikgebäude Fleischmannstraße 20 in Esslingen (1896)
- Wohnhaus Berliner Straße 17 in Esslingen (1897) mit Garage (1921/1922)
- Wohn- und Geschäftshaus Entengrabenstraße 2 in Esslingen (1898)
- Wohnhaus Neckarstraße 83 in Esslingen (1898)
- Wohn- und Geschäftshaus Neckarstraße 24 in Esslingen (1898/1899)
- Wohn- und Geschäftshaus Ritterstraße 11 in Esslingen (1898/1899)
- Gaststätte Staufeneck in Esslingen, Fleischmannstraße 10 / Kollwitzstraße 2 (1899/1900)
- Umbau des Dekanatsgebäudes in Esslingen (Anfang des 20. Jahrhunderts)
- Wohnhaus Neckarstraße 68 in Esslingen (1900)
- Gebäude der Glasdachfabrik Eberspächer in Esslingen, Zwerchstraße 12, Hauffstraße 6 und Heugasse 33 (zwischen 1900 und 1910)
- Wohnhaus Kanalstraße 24 in Esslingen (1902)
- Evangelisches Pfarrhaus in Mettingen, Rosenstraße 30 (1902)
- Wohnhaus Katharinenstraße 7 in Esslingen (1902/1903)
- Villa Kollwitzstraße 16 in Esslingen (1903)
- Gaststätte Hirsch in Oberesslingen, Plochinger Straße 107 (1903)
- Wohn- und Geschäftshaus Innere Brücke 26 in Esslingen (1903)
- Wohnhaus Neckarstraße 57 in Esslingen (1903/1904)
- Wohn- und Geschäftshaus in Esslingen, Parkstraße 11 in der Pliensauvorstadt (1904)
- Villa Martinstraße 27 in Esslingen (1904)
- Fabrikgebäude für Boley & Leinen in Esslingen, Schelztorstraße 19 (1905)
- Wohnhaus Katharinenstraße 8 in Esslingen (1905)
- Villa Mülbergerstraße 33 in Esslingen (1905)
- Wohn- und Geschäftshaus Urbanstraße 18 in Esslingen (1906)
- Gartenpavillon Dick in Esslingen, Hellerweg 77 (1906)
- Villa Mülbergerstraße 45 in Esslingen (1906)
- Villa Mülbergerstraße 29 in Esslingen (1906)
- Wohnhaus Katharinenstraße 5 in Esslingen (1907)
- Wohnhaus Katharinenstraße 3 in Esslingen (1908)
- Verwaltungsgebäude der Neckarwerke in Esslingen, Ritterstraße 17 (1909)
- Doppelwohnhaus Katharinenstraße 48 und 48/1 in Esslingen (1910)
- Wohn- und Geschäftshaus Küferstraße 13 in Esslingen (1910)
- Wohnhaus Schillerstraße 12 in Esslingen (1910)
- Fabrikgebäude Krummenackerstraße 19 in Esslingen (1912)
- Wohnhaus Obertorstraße 10 in Esslingen (1912)
- Wohnhaus Mittlere Beutau 42/1 in Esslingen (1921)
- Scheunenanbau am Wohnhaus Mittlere Beutau 55 (1924)
- Fabrikgebäude Richard-Hirschmann-Straße 5 in Esslingen (1925)